# تصريح الحياد
تصريح أو إعلان الحياد (بالإنجليزية: Proclamation of Neutrality)‏ كان إعلانًا رسميًا، صادر عن الرئيس الأمريكي جورج واشنطن في 22 أبريل 1793، أعلن فيه أن الأمة محايدة في الصراع بين فرنسا، وبريطانيا العظمى. وهدد بإجراءات قانونية، ضد أي أمريكي يقدم مساعدة لأي دولة في حالة حرب.

## خلفية
أفادت الأخبار بأن فرنسا الثورية، أعلنت الحرب على بريطانيا العظمى في فبراير 1793، وبهذا الإعلان أن فرنسا، بمحض إرادتها، كانت الآن في حالة حرب مع كل أوروبا، لم تصل أمريكا حتى النصف الأول من أبريل من ذلك العام.
كان الرئيس واشنطن في ماونت فيرنون يحضر جنازة ابن أخيه عندما تلقى الأخبار. سارع إلى ولاية بنسلفانيا، واستدعى اجتماعًا لمجلس الوزراء في 19 أبريل. وتم الاتفاق بالإجماع على إصدار إعلان «يمنع المواطنين من المشاركة في أي أعمال عدائية في البحار، نيابة عن أو ضد أي من القوى المحاربة».